# Mettupalayam (Coimbatore)
Pour les articles homonymes, voir Mettupalayam.

Mettupalayam vue des collines d'Ooty

Mettupalayam est un tehsil du district de Coimbatore de l'État du Tamil Nadu, en Inde. Située à environ 38 km au nord de la ville de Coimbatore, au pied des Nîlgîri, Mettupalayam est sur le chemin de Ooty. Elle fait partie du Kongu Nadu (en).
Mettupalayam est la troisième ville d'importance du district et l'une des banlieues au nord de Coimbatore se développant le plus rapidement.

## Géographie
Mettupalayam est situé à 11° 18′ 00″ N, 76° 57′ 00″ E. Son altitude moyenne est de 314 mètres (1 033 pieds). La banlieue est située sur les berges de la rivière Bhavani, au pied des Nîlgîri.

## Démographie
Selon le recensement de 2001, Mettupalayam avait 66 313 habitants également répartis entre les hommes et les femmes. Le taux de littératie est d'environ 73 % (79 % chez les hommes, 68 % chez les femmes), soit plus élevé que la moyenne nationale située à 59,5%. 10 % de la population a moins de 6 ans.

## Transport

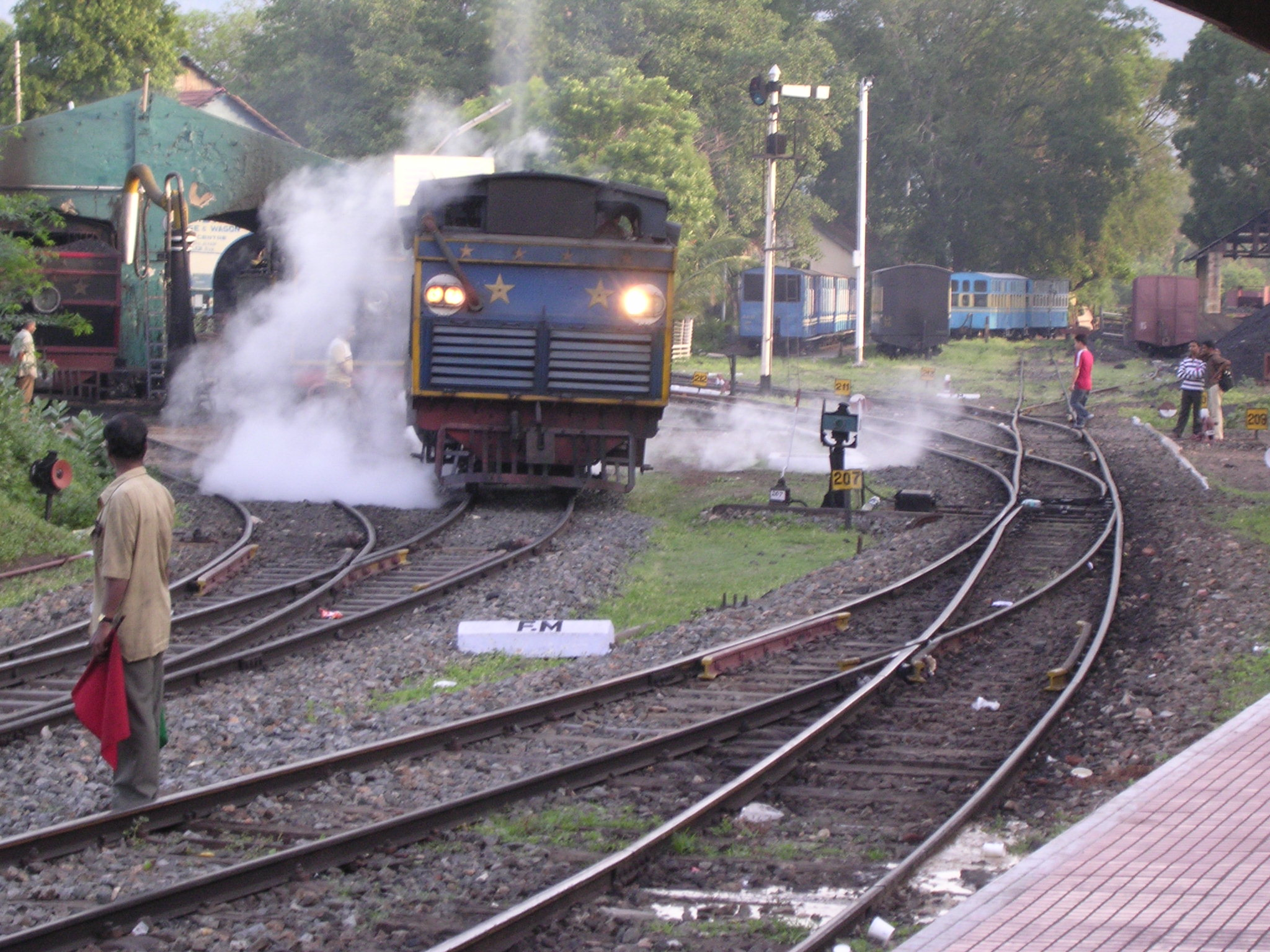
Nilgiri Mountain Railway

Mettupalayam est une étape du parcours du Nilgiri Mountain Railway. Le Nilgiri Express (ou Blue Mountain Express) lie Mettupalayam à Chennai via Coimbatore.